# Дуб пірамідальний (Полтава)
Дуб пірамідальний — ботанічна пам'ятка природи місцевого значення в Україні. Розташована в Полтаві на по вулиці Європейській 43.
Площа — 0,02 га. Статус надано згідно з рішенням Полтавського облвиконкому №531 від 13.12.1975 для збереження одинокого меморіального дерева дуба пірамідального віком біля 50 років, посадженого на честь підпільниці, Героя Радянського Союзу Лялі Убийвовк її батьками. Перебуває у віданні комунального підприємства «Декоративні культури».

## Галерея

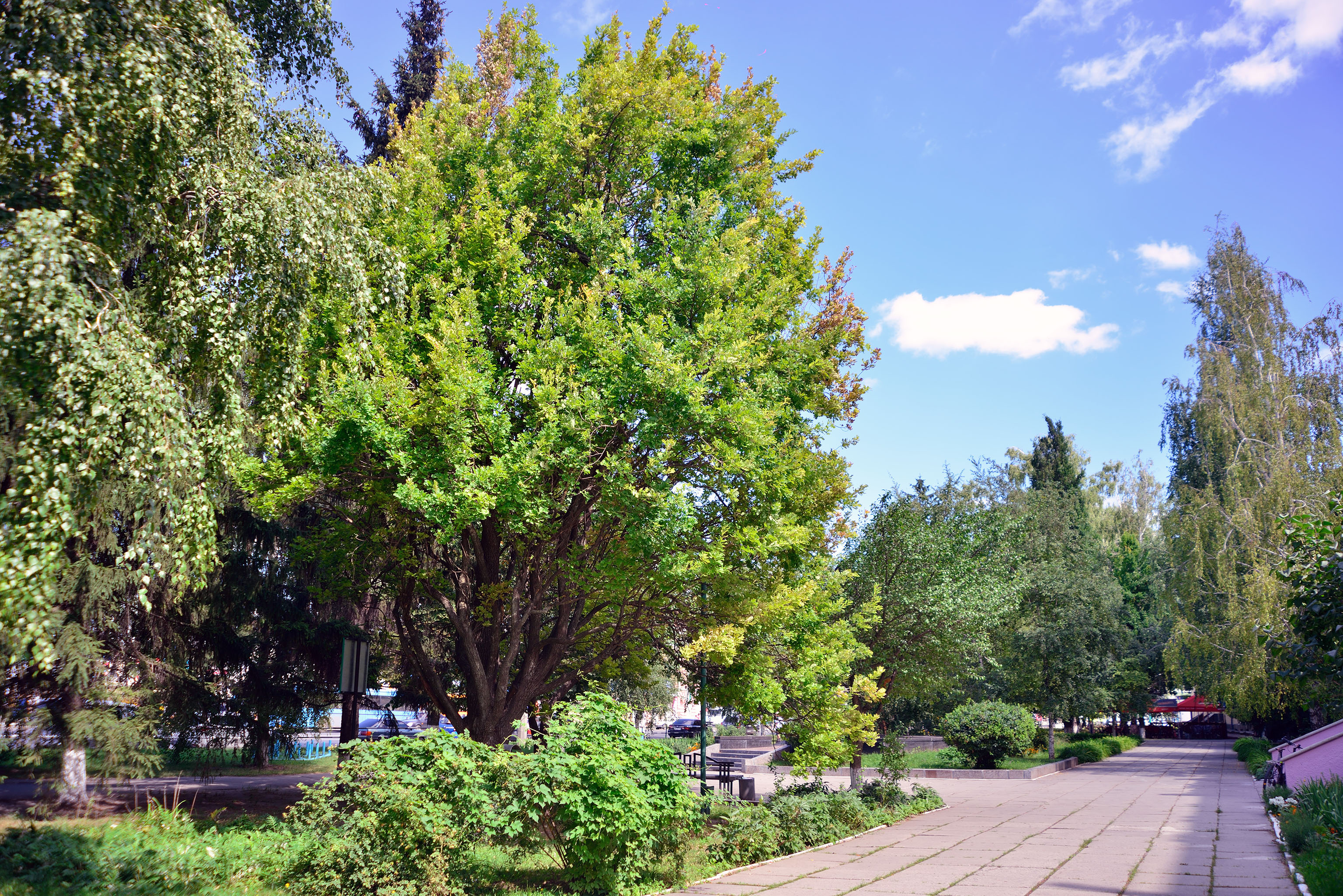
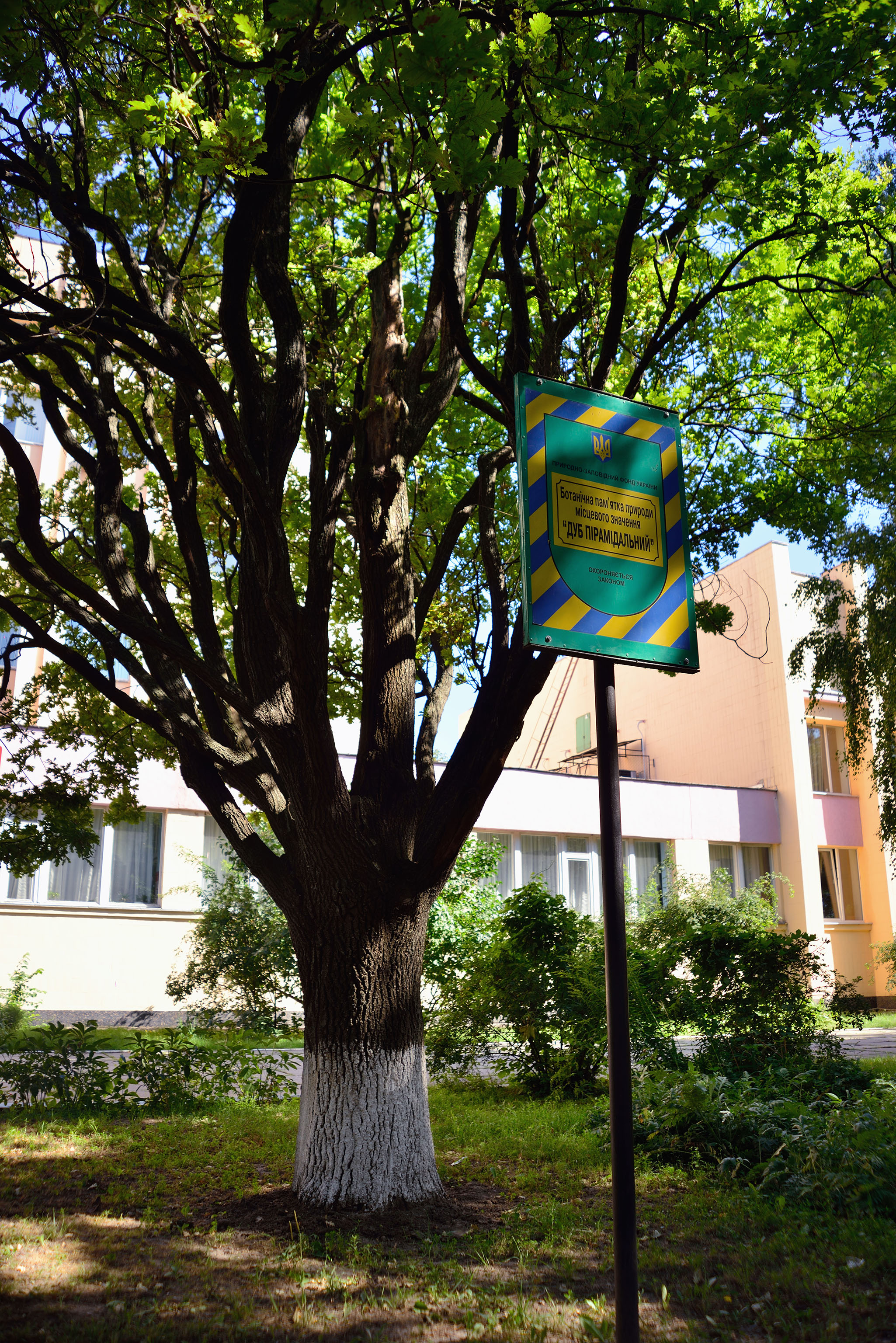
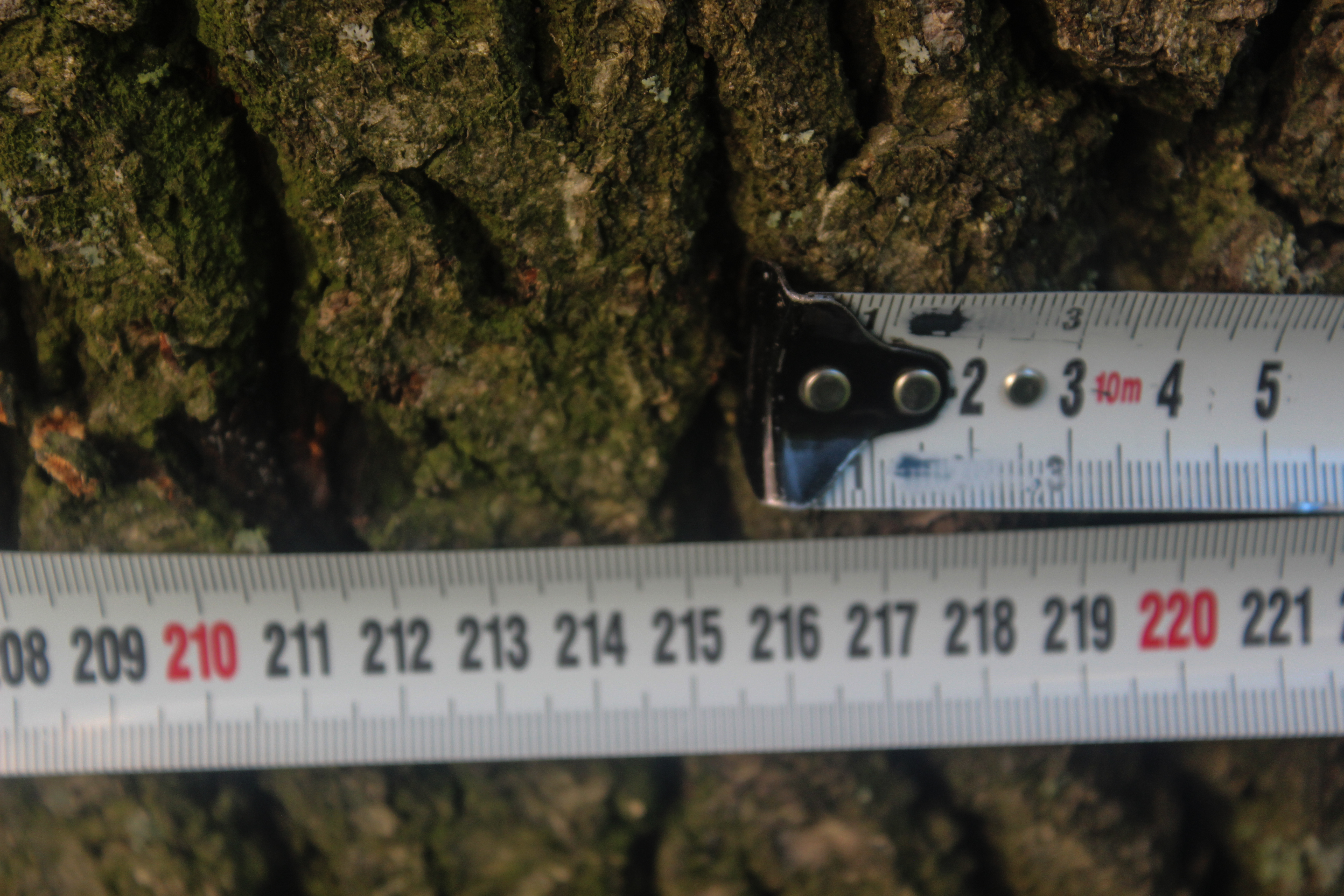